# Черниховецькі липи
Черниховецькі липи — ботанічна пам'ятка природи місцевого значення в Україні.

## Розташування
Пам'ятка природи розташована в межах кладовища та церкви Пресвятої Трійці наприкінці вул. Княжа села Чернихівці Тернопільського району Тернопільської області.

## Пам'ятка
Статус отриманий у 2011 році за рішенням Тернопільської обласної ради № 1217 від 14 липня 2011 року.
Площа — 0,045 га.